# Stack Overflow
Pour les articles homonymes, voir Stack overflow (homonymie).
Stack Overflow est un site web proposant des questions et réponses sur un large choix de thèmes concernant la programmation informatique. Il fait partie du réseau de sites Stack Exchange.

## Histoire
Stack Overflow est créé en 2008 comme une alternative aux sites de questions et réponses déjà existants. Le nom « Stack Overflow » a été choisi par un vote sur le blog d'Atwood, Coding Horror (en), en 2008. Le 31 juillet 2008, Atwood envoie des invitations à ses abonnés afin qu'ils puissent accéder à la bêta privée, afin de tester le concept. Un concours est également lancé en avril 2008 sur 99designs pour la conception du logo, avec un prix de 512 $. Le 15 septembre 2008, la bêta devient publique. 
Le 3 mai 2010, les fondateurs annoncent une levée de fonds de 6 millions de dollars, via le groupe d'investisseurs Union Square Ventures (en),.
En avril 2014, Stack Overflow recense plus de 3 500 000 utilisateurs inscrits et plus de 8 600 000 questions.
En août 2015, Stack Overflow revendique plus de 10 000 000 questions.
En juin 2021, Stack Overflow annonce avoir été racheté par Prosus (en).

## Fonctionnement
Stack Overflow est un site de questions/réponses. Chaque membre peut voter pour les questions et réponses postées, faisant gagner des points, appelés réputation, à leurs auteurs. Il est également possible de voter contre (downvote) pour pénaliser l'auteur de la réponse et indiquer aux futurs lecteurs que cette réponse n'est pas pertinente. 
Le but de ces votes est de mettre en avant les réponses de qualité, tout en récompensant leurs auteurs, leur donnant accès à des privilèges quand certains seuils de réputation sont atteints (par exemple : pouvoir voter, voir moins de publicités, pouvoir fermer les questions).

## Technologies informatiques
Stack Overflow est écrit en C# et utilise le framework ASP.NET MVC. La base de données utilisée est Microsoft SQL Server. L'interfaçage entre le code et la base de données se fait via un ORM réalisé en interne, Dapper, dont le code est publié en open source en 2011.

## Le clavier Stack Overflow
Le 1er avril 2021, en guise de poisson d'avril, Stack Overflow présente le clavier The Key, un clavier ne possédant que trois touches : CTRL, C et V. Le slogan de ce clavier est « Good artists copy. Great artists steal. Greatest artists copy, then paste ». En septembre 2021, Stack Overflow met en vente ce clavier.